# Carl Ludwig von Wolffersdorff
Carl Ludwig Graf von Wolffersdorff (* 15. Juni 1700 in Silberstraße; † 5. Oktober 1774 in Dresden) war königlich-polnischer und kurfürstlich-sächsischer Oberhofjägermeister, Direktor und Oberinspekteur sämtlicher Flöße sowie Besitzer des Rittergutes Grödel bei Riesa.
Er stammte aus dem vogtländischen Adelsgeschlecht von Wolffersdorff. Für seine Verdienste wurde er während des Reichsvikariats von Kurfürst Friedrich August II. von Sachsen am 25. Juli/16. August 1741 in den Grafenstand des Heiligen Römischen Reiches deutscher Nation erhoben.
Ludwig von Wolffersdorff hinterließ keine Nachkommen, wodurch der Grafentitel der von Wolffersdorff wieder erlosch.

## Wappen
Blasonierung: Quadriert und mit einer zwischen dem dritten und vierten Felde eingeschobenen quer geteilten Spitze, in welcher oben ein Schach von Schwarz und Gold, unten in Grün ein goldenes Jagdhorn erscheint. 1 und 4 in Rot ein silberner Adler; 2 und 3 in Gold ein aufgerichteter natürlicher Wolf.